# Francesco I. Sforza
Francesco I. Sforza (23. julij 1401 - 8. marec 1466) je bil italijanski kondotjer, ustanovitelj dinastije Sforza v Milanu v Italiji. Bil je brat Alessandra,  s katerim se je pogosto boril.

## Življenjepis

### Zgodnje življenje
Francesco Sforza se je rodil v San Miniato v Toskani, kot eden od sedmih nezakonskih sinov condottiera Muzio Sforza in Lucie da Torsano. Otroštvo je preživel v Tricaricu (danes Bazilikata), in postal markiz, naslov, ki mu ga je leta 1412 podelil kralj Ladislav Neapeljski. Leta 1418 se je poročil z Polisseno Ruffo, kalabrijsko plemkinjo.
Od 1419 se je boril skupaj s svojim očetom. Kasneje se je izkazalo, da je strokovnjak taktik in zelo sposoben poveljnik. Po smrti svojega očeta se je najprej boril za neapeljsko vojsko in nato za  papeža Martina V. in milanskega vojvodo Filippo Maria Viscontija. Po nekaj uspehih je padel v nemilost in bil poslan na grad Mortara kot ujetnik. Svoj status si je povrnil po vodenju pohoda proti Lucci.
Leta 1431, po obdobju, v katerem se je spet boril za papeško državo, je vodil vojsko Milančanov proti Benetkam. Naslednje leto se je vojvodova hči Bianca Maria, z  njim zaročila. Kljub temu dejstvu, pozorni Filippo Maria ni nikoli prenehal biti nezaupljiv do Sforze. Naklonjenost plačanih voditeljev je seveda bila odvisna od plačila; v 1433-1435 je Sforza vodil Milančane v napad na papeško državo, ko pa je osvojil Ancono v Marke, je zamenjal stran in pridobil naziv vikar mesta neposredno od papeža Evgena IV. Leta 1436-39 je služil različnim gospodarjem, tako Firencam kot Benetkam.
Leta 1440 je njegove fevde v Neapeljskem kraljestvu zasedel kralj Alfonz I., in da bi si opomogel položaj, se Sforza uskladi s Filippo Viscontijem. 25. oktobra 1441 se v Cremoni, Bianca Maria lahko končno poroči. Naslednje leto se je povezal z Renéjem Anjoujskim, pretendentom za prestol v Neaplju in korakal proti jugu Italije. Po nekaj začetnih pomanjkljivostih, je premagal neapeljskega poveljnika Niccolò Piccinina, ki je napadel njegovo lastnino v Romanji in Marke, s pomočjo Sigismonda Pandolfa Malatesta (ki se je poročil z njegovo hčerko Polisseno) in Benečani, in se smel vrniti v Milano.
Sforza se je kasneje znašel v vojni proti svojemu sinu Francescu (ki ga je premagal v bitki pri Montolmu leta 1444) in kasneje sklenil zavezništvo z Viscontijem, Evgenom IV. in Malatesto, ki je domnevno umoril Polisseno. S pomočjo Benetk je Sforza spet zmagal in v zameno za izpustitev Benečanov, prejel naziv capitano generale (šef poveljnik) vojske vojvodine Milana.

### Milanski vojvoda
Potem ko je leta 1447 vojvoda umrl brez moškega naslednika, so izbruhnili spopadi in se je obnovila t. i. Ambrosianska republika (italijansko: Aurea Repubblica Ambrosiana; 1447–1450).  Ime Ambrosianska republika je dobila ime po sv. Ambrožu, zavetniku Milana. Agnese del Maino, mati njegove žene, je prepričala condottiera, da je zavzel Pavio. 
Prejel je tudi seigniory drugih mest v vojvodini, vključno Lodi in začel skrbno načrtovati osvojitev kratkotrajne republike, v zaveszništvu z Viljemom VIII. Montferratom in (spet) Benetkami. Leta 1450, po letih lakote, so na ulicah Milana divjali nemiri in mestni senat je odločil, da mu zaupa vojvodino. Sforza je prišel v mesto kot vojvoda 26. februarja. To je bilo prvič, da je bil tak naslov preda posvetni instituciji. Medtem ko so druge italijanske države postopoma priznale Sforzo kot legitimnega vojvodo Milana, ni bil nikoli uspel pridobiti uradne investiture od Svetega rimskega cesarja. Ta ni prišel na k Sforzi do leta 1494, ko je cesar Maksimilijan uradno potrdil Francescovega sina Ludovica, kot vojvodo v Milanu.
Pod njegovo vladavino (bil je zmeren in spreten) je Sforza posodobil mesto in vojvodino. Ustvaril je učinkovit sistem obdavčitve, ki je ustvarila ogromne prihodke za vlado, dvor je postal središče renesančnega učenja in kulture in ljudje so Milano vzljubili. V Milanu je ustanovil Ospedale Maggiore, obnovil Palazzo dell'Arengo, in zgradil Naviglio D'Adda, kanal, ki ga je povezal z reko Addo.
V času Sforzove vladavine, so bile Firence pod poveljstvom Cosima de 'Medici in oba vladarja sta postala dobra prijatelja. To prijateljstvo se je sčasoma pokazalo v prvem miru iz Lodija in nato v italijanski ligi, večpolarni obrambni zvezi italijanskih držav, ki jim je uspelo stabilizirati skoraj celotno Italijo za dlje časa. Po tem miru je Sforza odpovedal del osvajanj v vzhodni Lombardiji, pridobljeni po 1451 s svojimi condottieri Bartolomeom Colleonijem, Ludovicom Gonzaga in Robertom Sanseverinom. Ker je bil kralj Alfonso Neapeljski med podpisniki pogodbe, je Sforza opustil tudi svojo dolgo podporo Anžujskemu pretendentu za Neapelj. Prav tako je imel za cilj osvojiti Genovo, potem pa Anžujske posesti; ko je tam izbruhnil upor leta 1461, je bil Spinetta Campofregoso izvoljen dož, njegova lutka. Sforza je zasedel Genovo in Savono leta 1464.
Sforza je bil prvi evropski vladar, ki je sledil zunanji politiki, ki je temeljila na konceptu razmerja moči in prvi avtohtoni italijanski vladar, ki je izvedel obsežno diplomacijo izven polotoka za preprečitev moči nevarnih stanj, kot je Francija. Politika Sforze je uspela zadržati tuja vmešavanja v italijansko politiko do konca stoletja.
Sforza je trpel zaradi edema in protina. Leta 1462 so se razširile govorice, da je bil mrtev in v Milanu so eksplodirali nemiri. Vendar pa je živel še štiri leta in na koncu umrl v marcu leta 1466. Nasledil ga je kot vojvoda njegov sin, Galeazzo Maria Sforza.
Francescob naslednik Ludovico je naročil da Vinciju oblikovanje konjeniškega kipa kot del spomenika Francesca I. Sforze. Model konja iz gline, ki se je uporabljala kot del oblikovanja, je Leonardo končal leta 1492 - vendar kip ni bil nikoli zgrajen. Leta 1999 je bil samo konj od Leonardovih originalnih modelov ulit v bron in postavljen v Milanu zunaj dirkališča Ippodromo del Galoppo.

## Kultura
Francesco Sforza je večkrat omenjen v knjigi Prince, delo  Niccolòja Machiavellija.
Bil je mecen umetnosti. Glavni humanist njegovega dvora je bil pisatelj Francesco Filelfo. Njegova najboljša dela so bila omenjena v poglavjih 7,12, in 14.

## Otroci
Francesco Sforza s svojo drugo ženo Bianca Maria Visconti je imel devet otrok, sedem sinov in dve hčeri:
- Galeazzo Maria (24. januar 1444 - 26. december 1476), vojvoda Milan od 1466 do 1476.
- Ippolita Maria (18. april 1446 - 20. avgust 1484), žena Alfonso II v Neaplju in mati  Izabela Aragon, ki je bil poročiti Galeazzo naslednika.
- Filippo Maria (12 December 1449-1492), grof Korziki.
- Sforza Maria (18. avgust 1451 - 29. julij 1479), vojvoda Bari od 1464 do 1479.
- Francesco Galeazzo Maria (5. avgust 1453/54 - je umrl mlad).
- Ludovico Maria (3. avgust 1452 - 27. maj 1508), vojvoda Bari od 1479 do 1494 in vojvoda Milan od 1494 do 1499.
- Ascanio Maria (3 marec 1455 - 28. maj 1505), opata Chiaravalle, škof Pavia, Cremona, Pesaro, in Novara in kardinala.
- Elisabetta Maria (10 Junij 1456-1473), žena  Guglielmo VIII Paleologo, mejni grof Montferrat

Francesco Sforza je imel z drugo ženo Bianca Maria Visconti devet otrok, sedem sinov in dve hčeri:
- Galeazzo Maria Sforza (24. januar 1444 — 26. december 1476), Milanski vojvoda med 1466 - 1476.
- Ippolita Maria Sforza (18. april 1446 — 20. avgust 1484), žena Alfonza II. Neapelskega in mati Izabele Aragonske.
- Filippo Maria (12. december 1449 — 1492), grof Korzike.
- Sforza Maria (18. avgust 1451 — 29. julij 1479), vojvoda Barija med 1464 - 1479.
- Francesco Galeazzo Maria (5. avgust 1453/54 — umrl mlad).
- Ludovico Sforza (3. avgust 1452 — 27. maj 1508), vojvoda Barija med 1479 - 1494 Milanski vojvoda med 1494 - 1499.
- Ascanio Maria Sforza (3. marec 1455 — 28. maj 1505), opat Chiaraville, škof Pavie, Cremone, Pesara in Novare in kardinal.
- Elisabetta Maria (10. junij 1456 — 1473), žena Viljema VIII., markiza Montferrata, mejna grofica Montferrata.